# Червона дванадцятка

Пам'ятник Мельничуку в рідному селі П'ядики

Червона дванадцятка — більшовицький диверсійний загін, укомплектований комунізованими галичанами, колишніми вояками Легіону Українських січових стрільців та Української Галицької армії, одне з 3-х «партизанських» формувань, озброєних і перекинутих з території УСРР на контрольовані Польщею терени Галичини в жовтні 1922 року для проведення пропагандистської та диверсійної роботи напередодні виборів до польського Сейму 1922 року.

## Історія
Загін «Червона дванадцятка», названий за кількістю учасників, очолювали комуністи, колишні вояки 1-ї бригади УСС Української Галицької армії, які у січні 1920 року перейшли на бік Червоної Армії і в складі 44-ї стрілецької дивізії брали участь у боях проти польських військ. Командиром загону став колишній командир батальйону Петро Шеремета, заступником — колишній командир розвідників Степан Мельничук, комісаром — Іван Цепко, який у квітні 1920 року був делегатом 1-ї конференції галицьких і буковинських комуністів у Києві. Загін був пов'язаний зі структурами колишнього Закордонного відділу ЦК КП(б)У.
Діяла «Червона дванадцятка» у Заліщицькому та Борщівському повітах Тернопільського воєводства. Учасники «Червоної дванадцятки» палили поміщицькі фільварки, руйнували мости, лінії зв'язку, тероризували противників бойкоту виборів до Сейму, уникаючи серйозних зіткнень із польськими військовими та жандармерією. Виконувала й пропагандистське «надзавдання» — сформувати в галицького українського громадянства та мешканців УСРР образ «палаючих Кресів» і нелегітимності належності Галичини 2-й Речі Посполитій. Учасники загону вночі проти 22 жовтня 1922 захопили с. Мишковичі (нині Тернопільського району Тернопільської обл.).
28 жовтня 1922 під час бою в с. Голігради (нині село Заліщицького району Тернопільської області) загинув Іван Цепко, а Петро Шеремета потрапив у полон. Рештки групи на чолі з Степаном Мельничуком були оточені поблизу м. Заліщики й після бою потрапили в полон. За вироком військового суду в місті Чортків 11 листопада 1922 року було страчено Степана Мельничука та Петра Шеремету. Допити полонених членів «Червоної дванадцятки» дали польській стороні цінний інформаційний матеріал щодо більшовицької диверсійно-пропагандистської акції на теренах Галичини та були надіслані польським дипломатичним представництвам у Москві й Харкові для використання у пропагандистському протистоянні з СРСР та УСРР, а 15 травня 1923 Генеральним штабом 2-ї Речі Посполитої був підготовлений аналітичний матеріал «Неприятельська диверсія в південно-східній частині Речі Посполитої».
Героїзований образ «Червоної дванадцятки» виведений у драмі Мирослава Ірчана «Дванадцять», романі Петра Ковальчука «Листи до живих», поезіях Василя Атаманюка «Степан Мельничук» і «Дума про Степана Мельничука».